# Pionowy warsztat tkacki
Pionowy warsztat tkacki – warsztat tkacki o konstrukcji pionowej do ręcznego wytwarzania tkanin dekoracyjnych o ograniczonej długości, np. gobelinów. Ze względu na specyficzną technikę tworzenia gobelinów, zwanych też kilimami grzebyczkowymi, pionowy układ tkaniny ułatwia twórcy jej wykonywanie i obserwowanie efektów swojej pracy. Obecnie pionowy warsztat tkacki nazywany jest ręcznym krosnem  pionowym.

Pionowy warsztat tkacki

## Budowa
Elementy urządzenia:
1. podstawa
2. pionowa belka szkieletu
3. belki poprzeczne szkieletu
4. kliny łączące szkielet
5. podnóżki nicielnicowe
6. wałek tkaninowy
7. koło zapadkowe blokujące wałek tkaninowy
8. klucz (pokrętło) do nawijania i napinania tkaniny
9. zapadka blokująca wałek tkaninowy
10. przewał
11. tkanina
12. płocha
13. bidło
14. struny nicielnicowe (nicielnice)
15. tylna część przesmyku
16. wałek osnowowy z osnową
17. koło zapadkowe blokujące wałek osnowowy
18. zapadka blokująca wałek osnowowy
19. wałek przenoszący ruch z podnóżków na nicielnice
20. linki napędzające wałek 19

Konstrukcja w całości wykonywana jest z drewna. Krosna pionowe często używane są przez amatorów tkactwa artystycznego również w domu. Zastosowanie belek poprzecznych mocowanych klinami umożliwia szybki demontaż i przechowywanie w warunkach domowych. Jednak w zakładach rzemieślniczych, gdzie wytwarza się duże ilości tego typu tkanin, warsztaty budowane są w całości ze spawanych rur stalowych zamiast drewnianych belek. Są one dzięki temu bardziej sztywne i ciężkie, co jest pożądane.

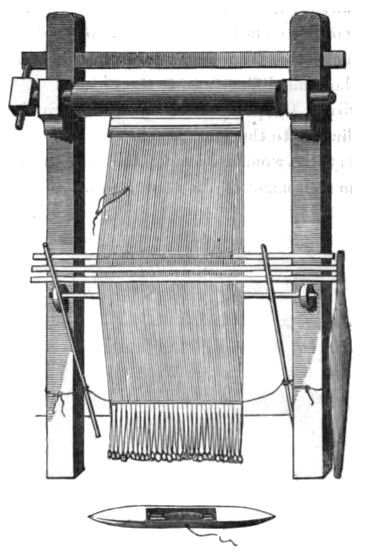
Pionowy warsztat tkacki

## Zastosowanie
Pierwsze prymitywne urządzenia do tkania miały formę dzisiejszego pionowego krosna tkackiego. Były to dwa pionowe słupy zakopane w ziemi, do których w górnej części przymocowana była pozioma belka. Do tej belki przywiązywano pasma skórzanych rzemieni, lian lub łyka, a później również przędzy, które stanowiły osnowę, obciążając je na dole kamieniami. Pomiędzy tymi elementami przeplatano podobny materiał (wątek), uzyskując wyroby o strukturze tkaniny. Wprowadzanie wątku było dość skomplikowane. Wątek nawinięty na cienką szeroką listwę przeplatano pod nieparzystymi i nad parzystymi nitkami, następnie w kierunku przeciwnym pod parzystymi i nad nieparzystymi nitkami osnowy, w ten sposób powstawała tkanina w najbardziej popularnym splocie płóciennym.
Obecnie krosno pionowe służy najczęściej do wykonywania kilimów grzebyczkowych, czyli tkanin w splocie płóciennym, dlatego wyposażone jest tylko w dwie nicielnice. Do jednej nicielnicy przewleczone są nieparzyste nitki osnowy, do drugiej parzyste. Uzupełnieniem warsztatu, zależnie od rodzaju wykonywanych tkanin, jest czółenko i ciężki grzebyk (widelec). Przy wytwarzaniu większości tkanin dekoracyjnych do wprowadzania wątku można używać czółenka, choć na tym warsztacie jest to dość trudne. Do przybijania wątku do krawędzi tkaniny służy wówczas bidło. Ponieważ technika tworzenia kilimów grzebyczkowych jest zupełnie inna niż typowej tkaniny, dlatego czółenko i bidło nie są używane. Bidło jest unieruchomione w górnej pozycji (takiej jak na rysunku) przy pomocy zapadki, lub po prostu zostaje przywiązane do ramy przy pomocy sznurka. W tym przypadku wątek wprowadza się ręcznie, przeplatając go palcami przez określone odcinki przesmyku i dobija przy pomocy ciężkiego grzebyka, stąd nazwa wyrobu. Czółenko i bidło są używane tylko na początku i na końcu pracy, kiedy wykonuje się kilkucentymetrowe odcinki tkaniny wątkiem z tego samego surowca co osnowa.